# Masta Wu
Masta Wu (hangul: 마스타 우, Maszutha U, RR: Maseuta U), születési nevén U Dzsinvon (hangul: 우진원, RR: Wu Jin-won; 1978. október 25. –) dél-koreai rapper, dalszerző, zenei producer. Korábbi művészneve Ginnwon. A YMGA hiphopduó tagja volt.

## Élete és pályafutása
Underground rapperként kezdte pályafutását, majd a YG Entertainmenttel szerződött. Első albuma Masta Peace címmel 2003-ban jelent meg,  melyet 2007-ben a Brand Wu Year követett.
2014-ben a Show Me The Money 3 televíziós tehetségkutató egyik producere volt.
Számos dalt írt más előadóknak, például a Hi Suhyun duónak, I Hai (Lee Hai)nak és a 2NE1 együttesnek. 2015 áprilisával bezárólag 74 dalt regisztráltak a koreai szerzői jogvédelmi egyesületnél a nevére dalszerzőként.
2016-ban bejelentette, hogy elhagyja a YG Entertainmentet, hogy saját kiadót hozzon létre.

## Diszkográfia
- 2014 Come Here (feat. DOK2, BOBBY), digitális kislemez
- 2007 Brand Wu Year, album
- 2003 Masta Peace, album

### Slágerlista-helyezések
| Év   | Cím                                     | Legmagasabb helyezés | Eladás               |
| Év   | Cím                                     | KOR                  | Eladás               |
| ---- | --------------------------------------- | -------------------- | -------------------- |
| 2014 | Come Here Masta Wu (feat. Dok2 & Bobby) | 8                    | 169 275+ (digitális) |
| 2007 | Don't Stop ft. Jinu                     | 43                   | 1261 (fizikai)       |